# Чумак Галина Володимирівна
Чумак Галина Володимирівна (нар. 20 серпня 1948) — український фахівець музейної справи, Заслужений працівник культури України, Директор Донецького обласного художнього музею.
Віце-президент Українського національного комітету Міжнародної ради музеїв (ICOM) (Ukrainian National Committee of The International Council of Museums).
Голова ГО ліги грецьких митців Донеччини «Галатея», Віце-президент Українського національного комітету Міжнародної ради музеїв (Ukrainian National Committee of The International Council of Museums), член Ради Донецького товариства греків ім. Ф. Стамбулжі, голова організації жінок-грекинь.

## Біографія
Була методистом Донецького обласного Будинку працівників культури. Працювала відповідальним секретарем Донецької обласної організації Товариства книголюбів та начальником відділу культурно-дозвіллєвих установ управління культури Донецької облдержадміністрації.
З 2004 року працювала директором Донецького обласного художнього музею.
Організувала в Фінляндії три виставки сучасної української кераміки та традиційної української вишивки.
Разом з групою державних службовців Донецької області пройшла стажування в Оксфорді у 2003 р.
У 2007 році Галину Чумак обрали віце-президентом Всеукраїнської громадської організації «Український комітет Міжнародної ради музеїв (ICOM) при ЮНЕСКО». Г. В. Чумак брала участь в роботі 22-ї, 23-ї, 24-ї та 26-ї Генеральних конференцій Міжнародної ради музеїв (ICOM) у Відні, Австрія (2007), Шанхаї (Китай) 2010, Ріо де Жанейро, Бразилія (2013) та Прага, Чехія (2023)  відповідно.
З 2016 р. живе в Києві, працює в Національному художньому музеї України.

## Нагороди
- Заслужений працівник культури України (2010)
- Почесна грамота Кабінету Міністрів України[7]
- диплом голови комітету Верховної Ради України з питань культури і духовності «За вагомий внесок у розвиток української культури та мистецтва»[3]
- грамота Блаженнішего Володимира, Митрополита Київського всієї України, Предстоятеля Української православної церкви[3]
- диплом голови комітету Верховної Ради України з питань європейської інтеграції «За високу національну гідність, патріотизм та значний внесок у розбудову української держави»[3]

## Захоплення
Поезія. Авторка ряду поезій.